# Lethenteron kessleri
Lethenteron kessleri är en ryggsträngsdjursart som först beskrevs av Vasily Victorovich Anikin 1905.  Lethenteron kessleri ingår i släktet Lethenteron och familjen nejonögon. Inga underarter finns listade i Catalogue of Life.